# Saucanne
Saucanne of Soccane is een gehucht en voormalige gemeente in Couvains in de Franse gemeente La Ferté-en-Ouche in het departement Orne. Het ligt een kilometer ten noordwesten van het dorpscentrum van Couvains.

## Geschiedenis
De 18de-eeuwse Cassinikaart toont hier het dorp Saucanne.
Op het eind van het ancien régime eind 18de eeuw, toen de gemeenten werden gecreëerd, werd Soccane of Saucanne een gemeente.
In 1840 werd de gemeente al opgeheven en aangehecht bij buurgemeente Couvains.
Met de fusie van Couvains in La Ferté-en-Ouche in 2016, werd Saucanne een deel van deze nieuwe gemeente.

## Bezienswaardigheden
- Het Château de Caumont

Deelgemeenten: Anceins · Bocquencé · Couvains · La Ferté-Frênel · Gauville · Glos-la-Ferrière · Heugon · Monnai · Saint-Nicolas-des-Laitiers · Villers-en-Ouche

Overige plaatsen: Le Douet Arthus · Marnefer · Saucanne · Ternant